# San-cristóbaltiran
De san-cristóbaltiran (Pyrocephalus dubius) is een zangvogel uit de familie Tyrannidae (tirannen). De vogel werd in september 1835 verzameld door Charles Darwin tijdens de reis met de Beagle en in 1839 door John Gould & George Robert Gray beschreven als aparte soort. Deze soort kwam voor op de Galapagoseilanden maar is daar in de jaren 1980 uitgestorven.

## Kenmerken
Alle soorten van het geslacht Pyrocephalus werden lang beschouwd als ondersoorten met kleine onderlinge verschillen in uiterlijke kenmerken. De san-cristóbaltiran was echter kleiner dan de rode tiran, en bij het mannetje was het rood op de onderzijde bleker van kleur en hij was donkerder bruin van boven. Het vrouwtje was donkerder geel en had ook een meer geel gekleurde wenkbrauwstreep.

## Verspreiding en leefgebied
De vogel kwam voor op het eiland San Cristóbal, een van de grotere Galapagoseilanden. De vogel kwam in de 19e en begin 20e eeuw algemeen voor op het eiland en leek qua gedrag en habitatgebruik sterk op de rode tiran.

## Status
De laatste waarnemingen dateren uit de jaren 1980. Uitgebreid onderzoek in 1998 leverde geen nieuwe waarnemingen. De voornaamste oorzaak van het uitsterven is habitatverlies veroorzaakt door invasieve plantensoorten, waardoor het leefgebied verdween. Daarnaast is mogelijk een soort vogelmalaria, die door invasieve muggensoorten worden verspreid, een factor die heeft bijgedragen aan het uitsterven.